# الذرواع (المخادر)

تعديل مصدري - تعديل

الذرواع محلة تابعة لقرية ذي الخصور، التابعة لعزلة الشرف بمديرية المخادر إحدى مديريات محافظة إب في الجمهورية اليمنية، بلغ تعداد سكانها 30 حسب تعداد اليمن لعام 2004.